# Alcetas I
Alcetas I (en griego antiguo: Ἀλκέτας, c. siglo VI a. C.) fue rey de Macedonia de la dinastía argéada a mediados del siglo VI a. C.
Según el historiador romano Eusebio de Cesarea fue el octavo rey de macedonia y gobernó durante 29 años. Tanto Eusebio como Heródoto afirman que sucedió a su padre Aéropo I en el trono y que, a su muerte, fue sucedido por su hijo Amintas I, quien reinó durante los últimos años del siglo VI a. C.